# Calliphora loewi
Calliphora loewi este o specie de muște din genul Calliphora, familia Calliphoridae, descrisă de Günther Enderlein în anul 1903. Conform Catalogue of Life specia Calliphora loewi nu are subspecii cunoscute.